# 금강산 출토 이성계 발원 사리장엄구 일괄
금강산 출토 이성계 발원 사리장엄구 일괄(金剛山 出土 李成桂 發願 舍利莊嚴具 一括)은 서울특별시 용산구, 국립중앙박물관에 있는 고려시대의 유물이다. 2017년 1월 2일 대한민국의 보물 제1925호로 지정되었다.

## 개요
이 사리장엄구는 이성계(李成桂)가 조선을 건국하기 직전인 많은 신하들과 함께 발원한 사리장엄구(舍利莊嚴具)로서 1932년 금강산(金剛山) 월출봉(月出峰) 석함(石函) 속에서 발견된 것이다. 이 석함 안에서 사리의 외기(外器)인 백자대발(白磁大鉢) 4개와 은제도금라마탑형사리기(銀製鍍金喇嘛塔形舍利器), 이 사리기를 안치한 은제도금팔각당형사리기(銀製鍍金八角堂形舍利器), 그리고 청동발(靑銅鉢) 등이 발견되었다. 이 유물들 중 백자외합 내면과 백자발 외면, 유기완 구연부, 은제도금팔각당형사리기 내 은제팔각통형, 은제도금라마탑형사리기 내 은제원통형에 발원자와 발원 목적과 내용, 제작 장인 등 조성경위를 알 수 있는 명문이 있어 사료적 가치가 크다. 발원자는 이성계와 그의 두 번째 부인 강씨, 월암 등으로 조선 개국을 앞둔 1390년과 1391년에 미륵신앙을 바탕으로 건국의 염원을 담아 영산(靈山) 금강산에 매납한 것임을 알 수 있다.
이와 같은 명문이 갖는 사료적 가치 외에도 출토 장소가 분명하다는 점, 제작시기가 분명하다는 점(1390년~1391년), 이 시기에 사용된 ‘방짜유기 기법’과 ‘부분 도금기법’, 그리고 ‘타출기법’ 등 공예기법을 파악할 수 있다는 점 등에서 역사적, 예술적, 학술적 가치가 크며, 백자사리기는 기년명 고려백자라는 점과 ‘방산 사기장 심룡(方山砂器匠沈竜)’이라는 도공을 알 수 있다는 점에서 도자사에도 중요한 자료이다.

## 같이 보기
- 이성계

## 참고 자료
- 금강산 출토 이성계 발원 사리장엄구 일괄 - 국가유산청 국가유산포털